# 1014.
◄ | 10. stoljeće | 11. stoljeće | 12. stoljeće | ►
◄ | 980-ih | 990-ih | 1000-ih | 1010-ih | 1020-ih | 1030-ih | 1040-ih | ►
◄◄ | ◄ | 1011. | 1012. | 1013. | 1014. | 1015. | 1016. | 1017. | ► | ►►
Arhitektura • Astronomija • Knjige • Književnost • Kršćanstvo • Pravo • Promet • Znanost

## Događaji
- 23. travnja – bitka kod Clontarfa, bitka zmeđu snaga irskog velikog kralja Briana Borua i pobunjenika pod leinsterskim kraljem Maelom Mordom mac Murchadom

## Smrti
- 3. veljače – Sven I. Rašljobradi, danski i engleski kralj
- 7. svibnja – Bagrat III. Gruzijski, gruzijski kralj (* 960.)

## Vanjske poveznice
|  | Zajednički poslužitelj ima još gradiva o temi 1014. |